# Vaccin à ADN
 (juin 2020).
La vaccination par ADN est une technique de protection contre les maladies par injection d'ADN génétiquement modifié. L'ADN injecté entraîne chez les cellules visées une réponse immunologique protectrice par la production d'un antigène. Les vaccins à ADN présentent des avantages potentiels par rapport aux vaccins classiques, y compris la capacité à induire une plus large gamme de types de réponses immunitaires.
Cette approche vaccinale a permis d’obtenir des résultats prometteurs lors d’expérimentations sur des modèles animaux. La recherche étudie cette approche pour la lutte contre les maladies virales, bactériennes et parasitaires chez l'homme, ainsi que pour la lutte contre plusieurs types de cancers.
Les vaccins à ADN sont produits grâce au génie génétique. Ils prennent la forme de plasmide (ADN circulaire). L’ADN utilisé est celui qui code l’antigène d’un pathogène. La vaccination comme les vaccins traditionnels permet à un organisme traité d’être protégé d’une maladie en produisant une réponse immunitaire spécifique. Les vaccins à ADN sont un développement récent en médecine qui présente un grand potentiel et pourrait éventuellement à terme remplacer les vaccins de deuxième et de première génération.

## Fonctionnement du vaccin
Le vaccin à ADN est constitué de gènes qui codent des protéines spécifiques au pathogène. Nous ne savons pas comment l’ADN réussit à rentrer dans la cellule ; cependant, une fois à l’intérieur de la cellule présentatrice d'antigène, l’ADN est transcrit et puisque ses peptides sont reconnus comme étant étranger; le mécanisme de présentation de l’antigène au niveau du CMH I est déclenché. La cellule va donc, externaliser l’antigène du vaccin et il y a aura reconnaissance. Les cellules CD 8+ ou cellules T cytotoxiques reconnaissent le peptide présenté par le CMH I et provoquent soit une cytolyse ou une production de cytosines. Pour ce qui est de la réponse par le CMH II, elle est déterminée par les cellules présentatrices d'antigènes, que ca soit par phagocytose ou par reconnaissance d'une protéine étrangère, il y a externalisation du peptide à l'aide du récepteur de la CMH II. Ensuite, il y a transport de l'antigène fixé par les cellules présentatrices d'antigènes dans des tissus lymphatiques où ensuite il y a différenciation des cellules T en cellules aidantes. Bref, la réaction provoquée par un vaccin à ADN ressemble beaucoup à une réaction provoquée par un virus vivant sans les risques, d’où son utilité.

### Comparaison avec les autres types de vaccination
Les vaccins de première génération ou un vaccin vivant pose des problèmes, ce vaccin permet une réponse immunitaire du CMH I et II, il permet l’une des meilleures réponses immunitaires. Cependant il porte un risque pour l’hôte, particulièrement chez les patients immunodéprimés, dans le cas où il peut se réactiver.
La vaccination de deuxième génération consiste à injecter des sous-produits du pathogène, que ce soient des antigènes de celui-ci ou simplement ses toxines. Ce dernier vaccin est très utilisé, mais son problème est qu’il ne produit qu’une réponse au niveau des cellules T aidantes et pas de réponse au niveau des cellules T cytotoxiques.
Le vaccin à ADN est le vaccin de troisième génération ; il permet d’avoir une réponse immunitaire au niveau du CMH I et II comme le vaccin vivant, mais sans les problèmes liés à celui-ci. Selon sa confection, il peut influencer le CMH I et II de différentes façons. Ce vaccin est resté à l’étape expérimentale jusqu'en 2020, où les tests restaient surtout des tests in vivo sur des animaux. Ces vaccins sont passés au stade opérationnel en 2020 à la suite de l'épidémie de Covid-19.

## Avantages
- Pas de danger d'infection.
- Présentation d’antigène au niveau du CMH I et II.
- Capacité de polariser la cellule T pour promouvoir le CMH I ou II.
- Réponse immunitaire dirigée directement sur l’antigène voulu.
- Production et développement faciles.
- Coût par rapport à la production beaucoup plus avantageux que les autres vaccins.
- Facilité de transport et de conservation en raison de la composition du vaccin, sans nécessité de réfrigération.
- Absence d’adjuvants toxiques pouvant produire des effets secondaires, ou de peptide permettant d’augmenter la réponse immune.
- Longue durée de la mémoire immunitaire grâce à la présentation d’antigène au niveau du CMH I et II.
- Induction d'une réponse humorale et cellulaire.

## Désavantages
- Peut seulement produire des antigènes protéiques.
- Risque d’affecter la croissance des cellules.
- Possibilité de mimétisme cellulaire où la réponse immunitaire est dirigée sur un fragment ADN semblable à celui du soi et par conséquent peut développer une maladie auto-immune.
- Possibilité de tolérance au niveau de l’antigène.
- Possible risque oncogène si le plasmide étranger s'intègre à l'ADN de la cellule hôte en certains endroits[1].

## Vecteurs utilisés
Le vecteur peut être défini comme étant le moyen de transport, ce moyen de transport est un plasmide pour ce vaccin. Le véhicule étant le plasmide joue un grand rôle dans la réponse immunitaire. La sélection du plasmide est importante puisque les plasmides n'ont pas tous la même réponse immune et nous recherchons la plus grande réponse immune possible pour avoir la meilleure défense contre le pathogène en question.
Pour que la réponse immune soit la plus grande il faut que le vecteur puisse produire une bonne quantité de la protéine à externaliser lors du CMH I, bref plus il y a de protéine étrangère plus la réponse immune est grande. C’est pourquoi plusieurs modèles de vaccin à ADN utilisent un promoteur viral très fort (promoteur du CMV) pour conduire la transcription et la translation de l’ADN complémentaire à celui du vaccin. Le plasmide inclut aussi une séquence terminale forte de polyadénylation permettant une exportation de l’ARN messager du compartiment nucléaire au cytoplasme ainsi que le recrutement de ribosome permettant la production de protéines. L'utilisation d'intron permet aussi de stabiliser la molécule d'ARN lors de l'épissage.

## Antigène du vaccin
Selon l’antigène choisi, un antigène cytoplasmique (cellule t cytotoxique) ou membranaire, la réponse immunitaire est différente. Une des techniques utilisées si on recherche à stimuler une réponse des cellules T cytotoxiques, est l’ajout d’un signal ubiquitine au niveau du N terminal qui va donc stimuler le système ubiquitine protéasome et dégrader l’antigène dans le cytoplasme, permettant une externalisation et donc la présentation d’antigène aux cellules cytotoxiques. Si on utilise un antigène lié à la membrane il sera surtout ciblé par les anticorps. Normalement un vaccin à ADN contient un à deux antigènes.

## Technique de production
Voilà un résumé d'une technique de production.
1. Le gène causant une réponse immune est isolé à l’aide du génome du pathogène.
2. À l’aide des techniques du génie génétique, le gène du pathogène est inséré dans un plasmide d’expression (vecteur).
3. Des bactéries intègrent le plasmide et le multiplient à chaque fois qu’il se divise.
4. Purification de l’ADN du vaccin avec son plasmide.
5. Injecter au patient avec la méthode d'injection désiré.

## Méthode d’injection du vaccin
Il y a plusieurs méthodes utilisées pour l’injection du vaccin, les deux les plus utilisés sont l’injection par une aiguille hypodermique intramusculaire ou intra-épidermique et injection à l’aide d’un fusil à gène.

### Injection par aiguille
Ce qu’on recherche est d’envoyer le vaccin dans les espaces extra-cellulaires, c’est possible lors d’une injection par aiguille si on utilise une solution hypertonique de sucre ou de sel. Par réaction d’osmose le vaccin va se diriger dans le système extra-cellulaire. Cette méthode d’injection requiert environ 10 μg-1 mg.
Pour ce qui est des avantages, il permet une expression permanente ou semi-permanente du gène, il n’a pas besoin de transport spécial et l’ADN du vaccin se propage facilement dans l’organisme.
Pour les désavantages, il y a bien sûr le nombre d’ADN requis qui est important, il y a une hausse des cellules T aidantes 1 qui n’est pas nécessairement désirable.

### Injection à l’aide d’un fusil à gène
Cette injection fonctionne comme un fusil puisqu’il produit une explosion de gaz (souvent de l’hélium) qui projette un nuage de microparticules de métaux lourds (souvent de l‘or ou du tungstène) enrobées d’ADN qui pénètrent les cellules. Cette méthode requiert de 100 à 1000 fois moins de vaccin que celle de l’injection par aiguille.
L'avantage est que l’ADN se rend directement aux cellules et que la quantité d’ADN nécessaire est minime.
L'inconvénient est qu'une hausse des Lymphocytes T auxiliaires de type 2 ou Th2 (en anglais T helper, Th) n’est pas nécessairement souhaitée et que l’addition de particules inertes est nécessaire.

## Utilisation d’un adjuvant
L'efficacité du vaccin à ADN peut être augmentée par l'ajout de cytokine ce qui permet une modulation positive du système immunitaire ; on peut l’incorporer dans l’ADN contenant l’antigène, ou utiliser un autre plasmide contenant l’ADN des cytokines souhaitées. L’avantage de l’utilisation de plasmide composé de gène est le coût de production, beaucoup plus bas que celui des adjuvants normaux et sans lien avec leur toxicité. Cependant, l’effet à long terme des cytokines n’a pas encore été défini, et isoler les gènes nécessaires pour chaque espèce est fastidieux.

## Recherches sur ces vaccins
Aujourd'hui, l'étude des vaccins à ADN sur l'humain a commencé, notamment dans le cadre de la lutte contre le SARS-CoV-2. Selon l'OMS, au 29 juin 2021, seul un vaccin à ADN parmi les 105 vaccins candidats contre le SARS-CoV-2 (toutes technologies confondues) est en phase 3 de développement : il s'agit du ZyCoV-D développé par Zydus Cadila. Il existe 16 candidats vaccins à ADN en phases pré-cliniques contre le SARS-CoV-2 et 10 en phases cliniques (quatre vaccins en phase 1 ; quatre vaccins en phase 1/2 ; un vaccin en phase 2/3 ; un vaccin en phase 3).